# Анселму Дуарти
Анселму Дуарти (на португалски: Anselmo Duarte) е бразилски режисьор, актьор и сценарист. 

## Биография
Роден е в Салту, щата Сау Паулу на 21 април 1920 г.
Започва да се снима в киното като актьор в края на 1940-те години, а през 1957 г. режисира първия си филм. Най-голям успех постига с филма „O Pagador de Promessas“ (1962), който получава наградата „Златна палма“ и е номиниран за „Оскар“ за най-добър чуждоезичен филм.
Анселму Дуарти умира в Сау Паулу на 7 ноември 2009 г.

## Избрана филмография
| година | филм        | оригинално заглавие    | бележки        |
| ------ | ----------- | ---------------------- | -------------- |
| 1962   | Дадена дума | O Pagador de Promessas | „Златна палма“ |